# Joe Nichols
Pour les articles homonymes, voir Nichols.
Joe Edward Nichols (né le 26 novembre 1976, à Rogers, Arkansas) est un chanteur de musique country américain.

## Biographie
À l'âge de 19 ans, en 1996, il commence sa carrière avec la sortie de son premier album sous le label indépendant Intersound. Cependant, il ne se fera connaitre réellement qu'à partir de 2002 avec la sortie de son single The Impossible chez Universal South Records. La chanson se classera troisième du Billboard Hot Country Singles & Tracks (maintenant Hot Country Songs) et sera suivi d'un album de platine Man with a Memory sorti en 2002. De cet album sera également extrait le single Brokenheartsville qui se classera à la première place.
En 2004, Nichols sort son troisième album Revelation ainsi qu'un album de chants de Noël nommé A Traditional Christmas. Son quatrième album studio III sortira en 2005 et sera certifié triple disque d'or. Parmi les singles de cet album, le numéro un Tequila Makes Her Clothes Fall Off. Le cinquième album Real Things, sorti en 2007.
En 2009, Nichols a sorti un nouveau single Believer issu de son futur album Old Things New dont la sortie est prévue pour le mois de septembre.
En 2014, il chante en duo avec Lucy Hale la chanson Red Dress, qui figure dans le nouvel album de celle-ci, Road Between.

## Discographie

### Studio albums
| Année | Album détails                                                                | Positions  | Positions | Positions | Positions   | Certifications |
| Année | Album détails                                                                | US Country | US        | US Heat   | CAN Country | Certifications |
| ----- | ---------------------------------------------------------------------------- | ---------- | --------- | --------- | ----------- | -------------- |
| 1996  | Joe Nichols - Sortie: 27 août 1996 - Label: Intersound Records               | —          | —         | —         | —           |                |
| 2002  | Man with a Memory - Sortie: 23 juillet 2002 - Label: Universal South Records | 9          | 72        | 1         | *           | - US: Platine  |
| 2004  | Revelation - Sortie: 29 juin 2004 - Label: Universal South Records           | 3          | 23        | —         | *           |                |
| 2005  | III - Sortie: 25 octobre 2005 - Label: Universal South Records               | 2          | 7         | —         | *           | - US: Or       |
| 2007  | Real Things - Sortie: 21 août 2007 - Label: Universal South Records          | 2          | 23        | —         | 12          |                |
| 2009  | Old Things New - Sortie: 27 octobre 2009 - Label : Universal South Records   | 15         | 71        | —         | 51          |                |
| 2011  | It's All Good - Sortie: 8 novembre 2011 - Label : Show Dog-Universal Music   | 19         | 78        | —         | —           |                |
| 2013  | Crickets - Sortie: 8 octobre 2013 - Label : Red Bow Records                  | 3          | 17        | —         | —           |                |

### Singles
| Année | Single                                | Positions  | Positions | Positions | Positions   | RIAA | Album                  |
| Année | Single                                | US Country | US        | US Pop    | CAN Country | RIAA | Album                  |
| ----- | ------------------------------------- | ---------- | --------- | --------- | ----------- | ---- | ---------------------- |
| 1996  | Six of One, Half a Dozen of the Other | —          | —         | —         | 74          | —    | Joe Nichols            |
| 1997  | I Hate the Way I Love You             | —          | —         | —         | —           | —    | Joe Nichols            |
| 1997  | To Tell You the Truth, I Lied         | —          | —         | —         | —           | —    | Joe Nichols            |
| 1998  | Wal-Mart Parking Lot Social Club      | —          | —         | —         | —           | —    | Joe Nichols            |
| 2002  | The Impossible                        | 3          | 29        | —         | *           | —    | Man with a Memory      |
| 2003  | Brokenheartsville                     | 1          | 27        | —         | *           | —    | Man with a Memory      |
| 2003  | She Only Smokes When She Drinks       | 17         | 72        | —         | *           | —    | Man with a Memory      |
| 2004  | Cool to Be a Fool                     | 18         | 106       | —         | *           | —    | Man with a Memory      |
| 2004  | If Nobody Believed in You             | 10         | 68        | —         | —           | —    | Revelation             |
| 2005  | What's a Guy Gotta Do                 | 4          | 64        | —         | 11          | —    | Revelation             |
| 2005  | Tequila Makes Her Clothes Fall Off    | 1          | 32        | 47        | 1           | Or   | III                    |
| 2006  | Size Matters (Someday)                | 9          | 73        | —         | 6           | —    | III                    |
| 2006  | I'll Wait for You                     | 7          | 71        | —         | 17          | —    | III                    |
| 2007  | Another Side of You                   | 17         | 99        | —         | 38          | —    | Real Things            |
| 2008  | It Ain't No Crime                     | 16         | 105       | —         | 45          | —    | Real Things            |
| 2009  | Believers                             | 28         | —         | —         | —           | —    | Old Things New         |
| 2009  | Gimmie That Girl                      | 1          | 34        | —         | 54          | Or   | Old Things New         |
| 2010  | The Shape I'm In                      | —          | 17        | 91        | —           | —    | Old Things New         |
| 2011  | Take It Off                           | —          | 25        | 122       | —           |      | It's All Good          |
| 2013  | Sunny and 75                          | 4          | 1         | 39        | 1           | Or   | Crickets               |
| 2014  | Yeah                                  | 7          | 1         | 41        | 1           | Or   | Crickets               |
| 2014  | Hard to Be Cool                       | 32         | 22        | —         | 50          |      | Crickets               |
| 2015  | Freaks Like Me                        | 49         | 45        | —         | —           |      | distribution numérique |